# Elophila bourgognei
Elophila bourgognei ist ein Schmetterling aus der Familie der Crambiden (Crambidae).

## Merkmale
Die Falter haben eine Flügelspannweite von 19 bis 20 Millimeter (nach Leraut 2001 beträgt sie 16 bis 19 Millimeter). Körper und Flügel sind weiß und haben eine ähnliche Zeichnung wie Elophila rivulalis, die proximalen und distalen Linien auf den Vorderflügeln sind nur in der Nähe der Costalader deutlich sichtbar und sonst reduziert. Bei den Männchen sind Spuren einer grauen Submarginallinie erkennbar, bei den Weibchen sind die Vorderflügel nahezu vollständig weiß. Die Hinterflügel zeigen bei den Männchen sehr schwache Ante- und Postmarginallinien, bei den Weibchen sind sie dagegen deutlich ausgebildet. Bei beiden Geschlechtern ist auf den Hinterflügeln ein bräunlich grauer diskozellularer Fleck vorhanden, der weiß gefüllt ist.
Die Genitalarmatur der Männchen ist der von Elophila rivulalis sehr ähnlich. Der Phallus besitzt nur einen langen Cornutus und hat eine endständige sklerotisierten Platte mit drei Zähnen.
Die Genitalarmatur der Weibchen ist der von Elophila rivulalis sehr ähnlich. Der Ductus bursae ist sehr kurz, stark sklerotisiert und hat ein schmales Ostium.

## Verbreitung
Die Art wurde bisher nur an der Typuslokalität in Frankreich (Usson-du-Poitou, Département Vienne) gefunden, wo alle Exemplare 1911 gefangen wurden. Vermutlich ist die Art ausgestorben, da es keine neueren Nachweise gibt.

## Biologie
Die Biologie der Art ist unbekannt.

## Systematik
Die von Leraut 2001 herausgearbeiteten Unterschiede zwischen den beiden ähnlichen Arten E. rivulalis und E. bourgognei werden auch von Goater u. a. 2005 als Artunterschiede akzeptiert. Da die Populationen vermutlich erloschen sind, kann nicht mehr geklärt werden, ob es sich um eine Unterart oder eine Biospezies handelt.